# Deportivo Toluca Fútbol Club
Il Deportivo Toluca Fútbol Club, abbreviato in Deportivo Toluca o solo Toluca, è una società calcistica messicana di Toluca. Attualmente milita nella massima divisione del campionato messicano di calcio. Gioca le partite interne nello Stadio Nemesio Díez di Toluca (22.000 posti).
Fondato il 12 febbraio 1917, è uno dei club calcistici più titolati del paese, avendo vinto 11 campionati messicani, 2 Coppe del Messico e 4 Supercoppe del Messico e, a livello internazionale, 2 CONCACAF Champions' Cup. È la terza squadra messicana per titoli di Primera División vinti, nonché la più titolata dal 1996, anno della ristrutturazione dei campionati.

## Storia
Il Deportivo Toluca Fútbol Club fu fondato il 12 febbraio 1917 dai fratelli Román Alday e Gerardo Ferrat insieme con Filiberto Navas e Manuel Henkel. Nel 1950 il club si unì al neonato campionato di Segunda División, per poi ottenere la promozione nella Primera División nel 1953 con una giornata di anticipo rispetto alla fine del campionato, grazie ad un pari contro l'Irapuato (3-3, con doppietta di Rubén Pichardo e gol del capocannoniere del torneo, Mateo de la Tijera).
Esordì in massima serie contro l'Atlante, vincendo per 2-1.
Nel 1959, su suggerimento di Fernando García Lorenzo, allenatore dei Diablos Rojos, il club spagnolo Paredón Vista Alegre in omaggio ai messicani assunse la denominazione Club Deportivo Toluca.
Dal 1966 al 1967 vinse tre campionati messicani di fila con il tecnico Ignacio Trelles. Nel 1975 vinse un altro campionato sotto la guida dell'uruguaiano Ricardo de León. Il Toluca praticò un calcio ultradifensivo, ma batté il León per 1-0 nel minitorneo tra le quattro migliori squadre della stagione (gol dell'ecuadoriano Ítalo Estupiñan). Per la prima volta il club campione del Messico fu deciso da un minitorneo con partite di andata e ritorno ad eliminazione diretta.
Nel 1997 Enrique Meza, che aveva raggiunto le finali del campionato messicano con il Toros Neza, divenne l'allenatore del Toluca, che portò alla risurrezione, grazie ad un calcio offensivo che produsse risultati con molti gol. A beneficiare del calcio propositivo fu il paraguaiano José Cardozo, laureatosi capocannoniere del campionato messicano con il Toluca per ben quattro volte. La squadra vinse il campionato nel 1998, il primo titolo dopo vent'anni, nel 1999 e nel 2000.
Nel torneo di Invierno 2001 la guida della squadra passò a Ricardo La Volpe, che con Cardozo e Vicente Sánchez compose una squadra di valore. Pur senza La Volpe, che si dimise a poche giornate dalla fine del campionato, quell'anno il Toluca vinse il suo settimo titolo nazionale aggiudicandosi il torneo di Apertura 2002
Vinse poi il torneo di Apertura 2005, battendo per 6-3 (risultato complessivo di due partite) il Monterrey, dopo l'arbitraggio controverso di Marco Rodriguez, che espulse tre calciatori del Monterrey. Nel torneo di Apertura 2006 perse il campionato contro il Guadalajara, mentre nel Clausura 2007 ebbe una delle peggiori stagioni della propria storia, finendo ultimo in campionato, pur raggiungendo gli ottavi di finale della Coppa Libertadores 2007.
Il 30 maggio 2007 arrivò sulla panchina del tolica l'argentino José Pekerman, in sostituzione di Gallego. Nell'Apertura 2007 il nuovo allenatore guidò i suoi al secondo posto finale dietro il Santos Laguna. Il club fu eliminato dal campionato dal Pumas UNAM, poi arrivato secondo nel torneo, ai quarti di finale dei play-off dell'Apertura 2007.
Il Toluca si aggiudicò quindi il torneo di Apertura 2008. Malgrado l'inizio opaco sotto la guida dell'allenatore José Manuel De La Torre, grazie a 13 punti ottenuti nelle ultime 5 giornate riuscì a issarsi al secondo posto finale, qualificandosi per i play-off, dove il portiere Hernán Cristante rimase imbattuto per 773 minuti (nuovo record nazionale), e poi trionfando in finale.
La squadra vinse il Torneo Bicentenario 2010 (Clausura 2010) battendo ai tiri di rigore il Santos Laguna. Fu il decimo titolo, che consentì al Toluca di raggiungere all'epoca l'América nella classifica dei titoli messicani vinti. Primo nel torneo di Apertura 2012, il Toluca si qualificò per la Coppa Libertadores, ma dopo essere giunto in finale di play-off perse per 4-1 (risultato complessivo) contro il Tijuana. Nel Clausura 2013 arrivò tredicesimo, non riuscendo ad accedere alla cosiddetta Ligullia (i play-off). Enrique Meza lasciò il suo posto.
Ad allenare il club fu chiamato l'ex bandiera della squadra José Cardozo, con il quale il Toluca espresse un gioco offensivo, realizzando 33 reti e subendone 17 nell'Apertura 2013, torneo in cui Pablo Velázquez si laureò capocannoniere con 12 gol. Il cammino in campionato si fermò in semifinale contro l'América per via della regola dei gol fuori casa. Nel Clausura 2014 la squadra fu la miglior difesa (14 gol subiti a fronte di 25 segnati) e si piazzò secondo, per poi perdere la semifinale dei play-off contro il León.

## Organico

### Rosa 2025-2026
Aggiornata al 17 agosto 2025.
| N. |                      | Ruolo | Calciatore           |
| -- | -------------------- | ----- | -------------------- |
| 2  | Messico (bandiera)   | D     | Diego Barbosa        |
| 3  | Messico (bandiera)   | D     | Antonio Briseño      |
| 4  | Uruguay (bandiera)   | D     | Bruno Méndez         |
| 5  | Argentina (bandiera) | C     | Franco Romero        |
| 6  | Uruguay (bandiera)   | D     | Federico Pereira     |
| 7  | Messico (bandiera)   | A     | Juan Pablo Domínguez |
| 8  | Argentina (bandiera) | C     | Nicolás Castro       |
| 9  | Messico (bandiera)   | C     | Alexis Vega          |
| 10 | Messico (bandiera)   | C     | Jesús Angulo         |
| 11 | Brasile (bandiera)   | C     | Hélinho              |
| 12 | Messico (bandiera)   | C     | Isaías Violante      |
| 13 | Brasile (bandiera)   | D     | Luan                 |
| 14 | Messico (bandiera)   | C     | Marcel Ruiz          |
| 16 | Messico (bandiera)   | C     | Héctor Herrera       |

| N.  |                        | Ruolo | Calciatore          |
| --- | ---------------------- | ----- | ------------------- |
| 17  | Messico (bandiera)     | D     | Brian García        |
| 19  | Messico (bandiera)     | A     | Edgar López         |
| 20  | Messico (bandiera)     | D     | Jesús Gallardo      |
| 22  | Messico (bandiera)     | P     | Luis García         |
| 24  | Stati Uniti (bandiera) | C     | Frankie Amaya       |
| 25  | Messico (bandiera)     | D     | Everardo del Villar |
| 26  | Portogallo (bandiera)  | A     | Paulinho            |
| 27  | Messico (bandiera)     | D     | Emiliano Freyfeld   |
| 28  | Stati Uniti (bandiera) | D     | Nico Carrera        |
| 31  | Paraguay (bandiera)    | A     | Robert Morales      |
| 35  | Messico (bandiera)     | C     | Alek Álvarez        |
| 198 | Messico (bandiera)     | C     | Víctor Arteaga      |
|     | Argentina (bandiera)   | A     | Santiago Simón      |

## Palmarès

### Competizioni nazionali
- Campionati messicani: 11

1966-1967, 1967-1968, 1974-1975, Verano 1998, Verano 1999, Verano 2000, Apertura 2002, Apertura 2005, Apertura 2008, Torneo Bicentenario 2010 (Clausura 2010), Clausura 2025
- Campionato messicano di seconda divisione: 1

1953
- Coppa del Messico: 2

1956, 1989
- Supercoppe del Messico: 4

1967, 1968, 2003, 2006

### Competizioni internazionali
- CONCACAF Champions' Cup: 2

1968, 2003

### Altri piazzamenti
- Campionato messicano:

Secondo posto: 1956-1957, 1957-1958, 1970-1971, Invierno 2000, Apertura 2006, Apertura 2012, Clausura 2018
Terzo posto: 1961-1962, 1968-1969
- Copa México:

Finalista: 1960-1961
Semifinalista: 1958-1959, 1959-1960, 1963-1964, 1965-1966, 2019-2020
- Supercoppa del Messico:

Finalista: 1956, 1975, 1989
- Coppa Sudamericana:

Semifinalista: 2006
- CONCACAF Champions' Cup/Champions League:

Finalista: 1998, 2006, 2013-2014
Semifinalista: 1972, 2009-2010
- Coppa Interamericana:

Finalista: 1968